# Palau de Gel
|  | Per al palau de gel de la localitat andorra de Canillo, vegeu Palau de Gel d'Andorra |

El Palau de Gel és un pavelló esportiu del FC Barcelona, on juguen les seves seccions d'hoquei gel (integrada pels equips de competició i veterans) i de patinatge artístic (amb els equips de competició individual i de ballet sobre gel).
Ora dels arquitectes Francesc Cavallé i Josep Soteras, va ser inaugurat el 30 d'octubre de 1971, amb una capacitat de 1.256 espectadors.